# 勝敏彦
勝 敏彦（かつ としひこ）は、熊本県を拠点に活動するフリーアナウンサー。元日本放送協会 (NHK) のアナウンサー。

## 経歴
大阪府出身。大阪府立茨木高等学校を経て大阪外国語大学を卒業後、NHKにアナウンサーとして入局。
主に各地の放送局を廻る勤務歴であったが、その中で特に熊本県を気に入り、ここに終の棲家を設けることを決断。50代でまた熊本局に転勤となるとそのまま定年退職した。定年退職後は熊本局内にあるNHKカルチャーの教室で指導にあたる傍ら、アナウンサー時代からライフワークにしていた朗読活動に積極的に取り組み、地元民放のアナウンサーも参加している「熊本朗読研究会」のメンバーとしてイベントなどに参加する。また長谷川勝彦のように、元職場の番組でも随時ナレーションを手掛けている。

## 主な出演番組
- くまもとの風（NHK熊本、ナレーション）
2011年も7月15日県内向け放送、9月10日『いちおし!九州沖縄』で放送された『財宝ハ カク語リキ』を担当。
- ふだん着の温泉「湯けむり包む 山里の暮らし〜熊本県 杖立温泉〜」（2007年4月8日、ナレーション）
- クマロク!「GKタイムカプセル 1958年熊本でテレビ放送が始まった」（NHK熊本、2024年2月1日、特別ナレーション）